# Verwaltungsgemeinschaft Krumbach (Schwaben)
Die Verwaltungsgemeinschaft Krumbach (Schwaben) liegt im schwäbischen Landkreis Günzburg und wird von folgenden Gemeinden gebildet:
1. Aletshausen, 1221 Einwohner, 17,65 km²
2. Breitenthal, 1255 Einwohner, 13,27 km²
3. Deisenhausen, 1464 Einwohner, 11,67 km²
4. Ebershausen, 638 Einwohner, 9,09 km²
5. Waltenhausen, 758 Einwohner, 13,43 km²
6. Wiesenbach, 1020 Einwohner, 11,48 km²

Der Sitz der Verwaltungsgemeinschaft ist in der Stadt Krumbach (Schwaben), die jedoch der Verwaltungsgemeinschaft nicht angehört.
Im November 2006 hat die Verwaltungsgemeinschaft Krumbach (Schwaben) den neuen Verwaltungssitz am Rittlen bezogen. Vorher befanden sich die Räume der Verwaltungsgemeinschaft in der Kapellengasse.